# 铁锤行动
铁锤行动（德語：Unternehmen Eisenhammer）是第二次世界大战期间德军针对苏联两城市莫斯科和高尔基（今下诺夫哥罗德）附近的发电厂策划的战略轰炸行动的代号，但该行动最终被弃置。